# Vinkelslip

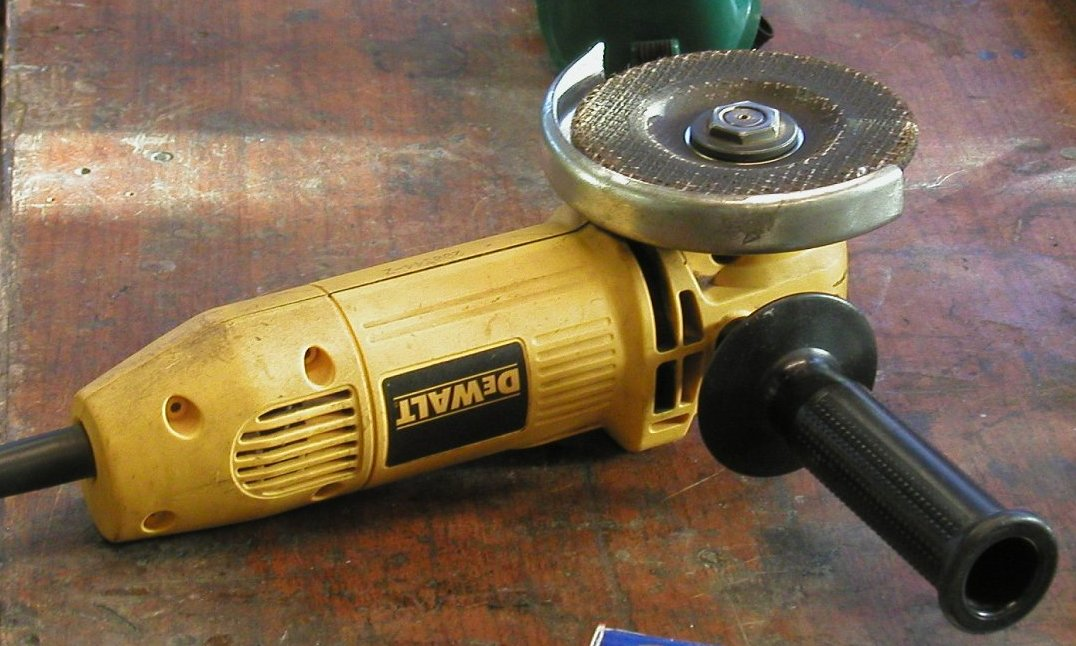
En vinkelslip.

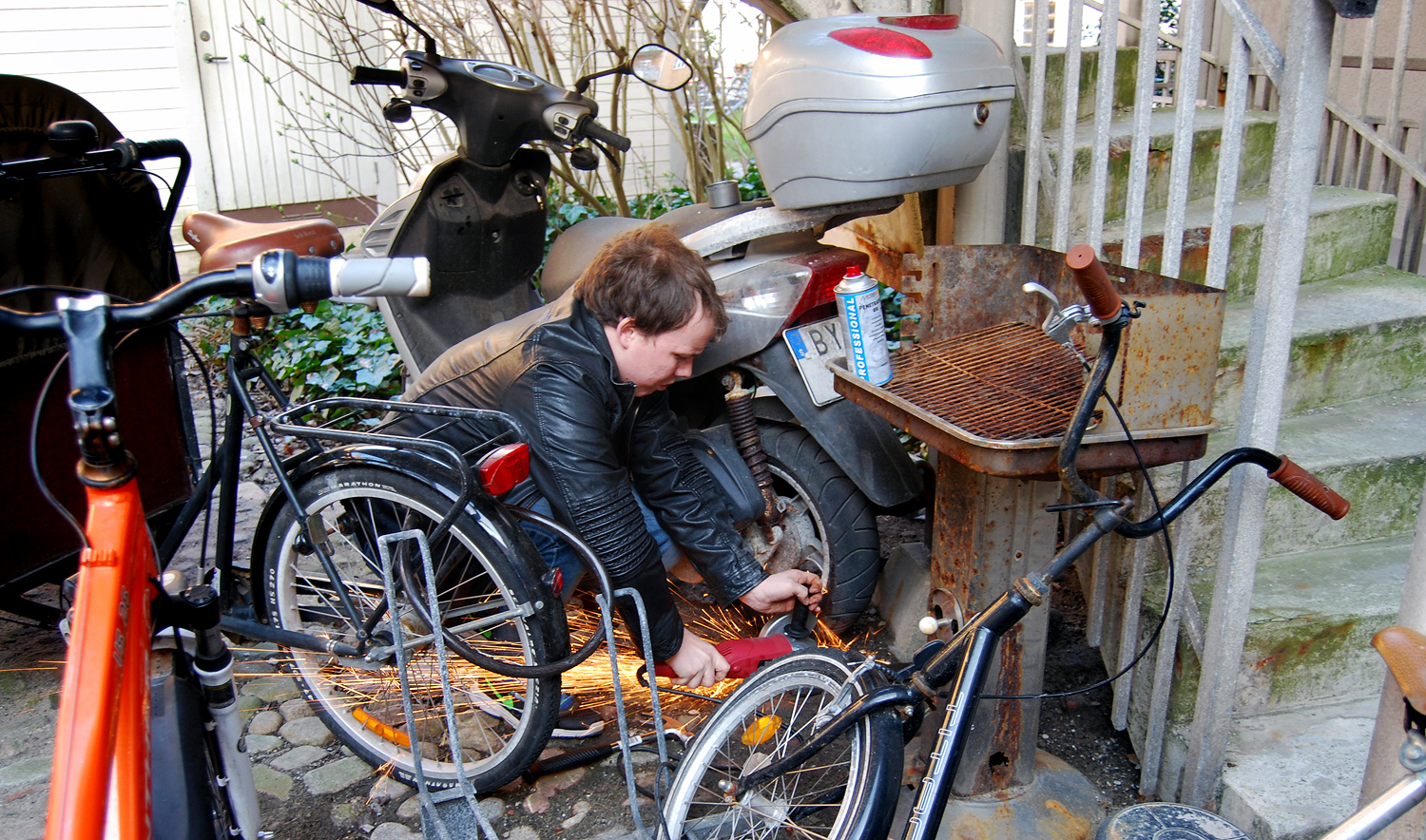
En vinkelslip används för att kapa en härdad kätting på en fastlåst motorcykel.

Vinkelslip är ett motordrivet verktyg avsett för slipning och kapning av metall och sten. Vinkelslipen drivs oftast av elektricitet men det finns även bensin- och tryckluftsdrivna modeller. Den kan förses med olika typer av runda slipskivor, tunna för kapning (kapskivor), och tjockare för slipning (navrondeller), samt stålborstar. De finns i olika storlekar, från cirka 500 till 2000 watt, och med en skivdiameter mellan 115 och 230 millimeter. Skivbyte göres vanligen med ett specialverktyg eller för hand, men det finns också specialmutter för att underlätta bytandet. De mindre maskinerna (max 125 mm) kan användas med en hand, de större betjänas med två händer. Runt skivan sitter ett skydd för användaren mot gnistregnet, och skyddsglasögon rekommenderas ofta av tillverkarna vid användning.